# Route magistrale 17 (Lituanie)
Pour les articles homonymes, voir A17 et Route 17.
La route A17 (Magistralinis kelias A17) est une route lituanienne contournant Panevėžys par l'ouest. Elle mesure 22,28 km.